# Bressay Stone

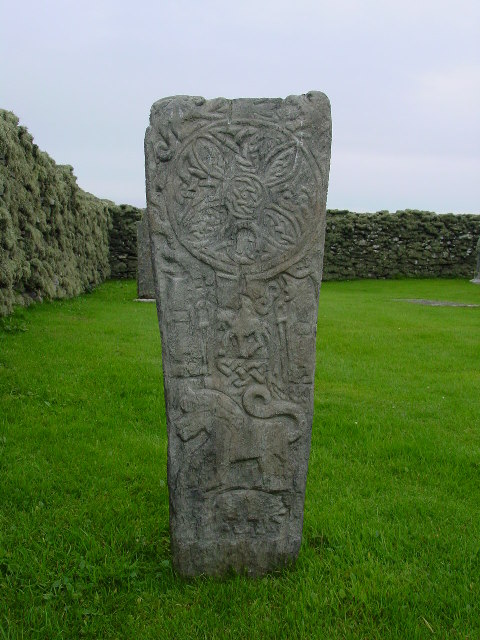
Nachbildung des Piktensteins bei der St Mary’s Church

Der 1852 gefundene Bressay Stone ist ein Piktischer Symbolstein von der Shetlandinsel Bressay in Schottland. Er stammt aus dem 9. Jahrhundert und steht als Replik auf dem Friedhof der aufgegebenen Marienkirche von Cullingsburgh im Norden der Insel.

## Beschreibung
Der 1,12 m hohe, leicht trapezförmige Stein ist auf der einen Seite oben mit einem verschlungenen Symbol im Kreis, darunter einem Reiter zwischen zwei Mönchen, darunter zwei Tieren (ein Eber) und mit mehreren randständigen Symbolen verziert. Auf der Rückseite erscheint ein Teil der Ornamentik der Vorderseite noch einmal. Auf der Seite verläuft eine Oghaminschrift, die nordische Namen und Wörter mit gälischen kombiniert. Im Jahr 1864 wurde der Stein vom National Museum of Antiquities in Edinburgh (jetzt das Museum of Scotland) entfernt.
Im Jahr 1855 untersuchte der irische Archäologe James Graves (1815–1886) die Oghaminschrift und befand, dass der Stein eine Erinnerung an Ann Naddodsdóttir, die Tochter von jemandem namens Naddodd und dem Sohn eines Druiden genannt Benres war. Graves dachte, dass Naddodd ein Wikingername sei. Seine Ansicht war einflussreich. Bis 1952 haben viele Wissenschaftler angenommen, dass Piktisch eine keltische Sprache war. Jackson schloss, dass die Pikten zwei Sprachen hatten: eine Brittonische Sprache und eine unverständliche, nicht-indoeuropäische Sprache aus der Bronzezeit. Frederick Threlfall Wainwright argumentierte, da die Pikten eine nicht-indoeuropäische Sprache hatten, könne man gar nicht erkennen, ob sie in Ortsnamen enthalten ist, weil man nicht weiß, worauf zu achten ist. Es gibt viele Ortsnamen, die wir nicht erklären können.

## Kontext
Die Wikingerinvasion auf den Shetlands begann etwa um 800 n. Chr. Es ist unklar, was damals mit der piktischen Bevölkerung geschah. Einige Ortsnamen verweisen darauf, dass sie in die ärmeren Landstriche verdrängt wurde. Die Nordländer festigten ihre Position und Shetland wurde während der Wikingerzeit das nördliche Drittel einer Grafschaft. Nach der Schlacht bei Largs im Jahre 1263 wurde die nordische Herrschaft auf Orkney und Shetland beschränkt. Vor der Schlacht versammelte König Harald IV. von Norwegen seine Flotte bei „Breideyarsund“; das war wahrscheinlich der Bressay Sound.
Der Broch von Cullingsburgh ist ein eisenzeitlicher Brochrest in der Nähe der Replik.